# مي (أوفرواتش)
مَي (بالصينية: 美، وبالانجليزية: Mei)، اسمها الكامل: (ماي لينق تشو)، هي شخصية خيالية ظهرت عام 2016 في لعبة «أوڤرواتش» الإلكترونية. قامت الممثلة الصينية تشانق يو بتأدية صوت ماي لكل النسختين الاصلية الصينية والإنجليزية. شخصية ماي تتجسد في إنها عالمة مناخ، ومغامرة أوصولها صينية قادمة من منطقة تشيان في الصين وهي تُعرف بأسمها الأول فقط ماي.